# Міжнародний день Чорного моря

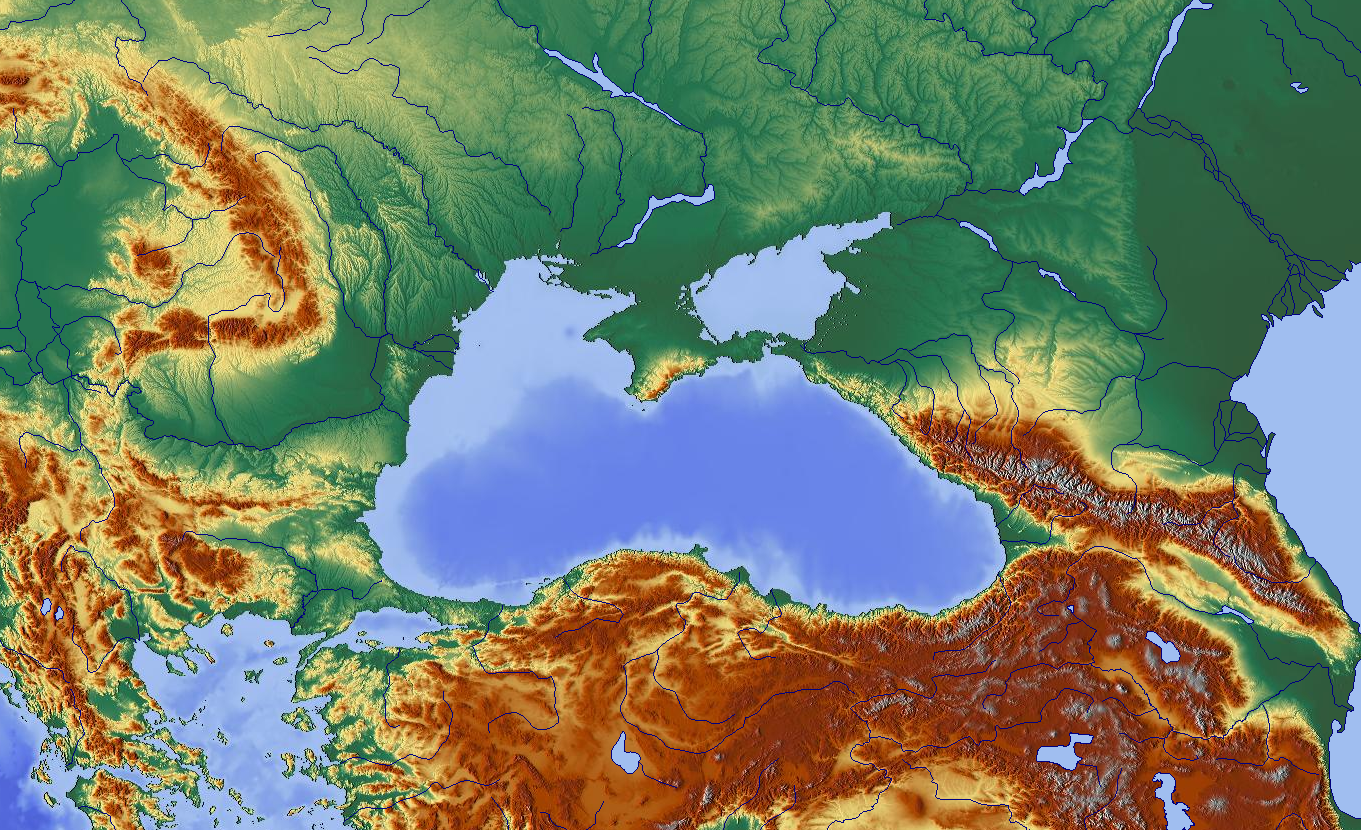
Чорне море на фізичній карті світу

Міжнаро́дний день Чо́рного мо́ря — день, який відзначається щороку 31 жовтня.

## Історія дня
Нагодою для становлення Міжнародного дня Чорного моря стало те, що 31 жовтня 1996 року урядові організації Болгарії, Румунії, Росії, Туреччини, Грузії та України підписали «Стратегічний план дій із відновлення та захисту Чорного моря». Необхідність в такому документі виникла у зв'язку з небезпекою руйнування унікальних природних комплексів водної території. Тоді ж було вирішено зробити 31 жовтня Міжнародним днем Чорного моря.